# کی‌تی‌ام ۲۰۰ دوک
کی‌تی‌ام ۲۰۰ دوک (انگلیسی: KTM 200 Duke) یک موتورسیکلت تک‌سیلندر خیابانی ۱۹۹٫۵ سی‌سی (۱۲٫۱۷ مکعب مکعب) است که توسط کمپانی کی‌تی‌ام از سال ۲۰۱۲ ساخته شده است. این موتورسیکلت دارای یک انجین، تک‌سیلندر چهارزمانه همراه با رادیاتور و گیربکس شش سرعته است. طراحی انجین این محصول، مطابق با انجین باجاج پولسار ان‌اس ۲۰۰ می‌باشد. 

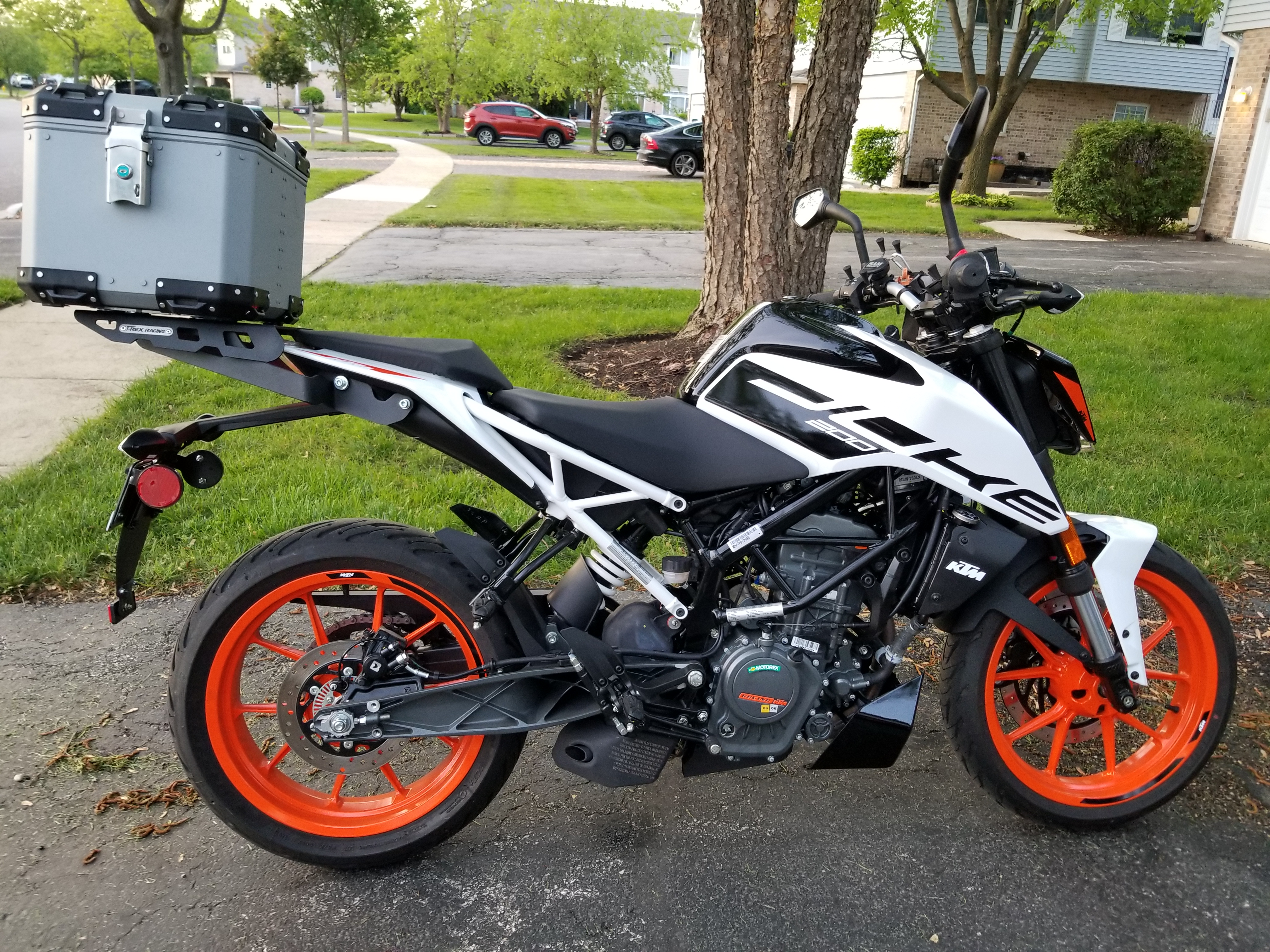
تصویر دوک ۲۰۰ مدل ۲۰۲۰

در اوت ۲۰۲۰ این موتورسیکلت پس از اینکه قبلاً فقط در بازارهای آسیا، اروپا و آمریکای جنوبی در دسترس بود، در آمریکای شمالی عرضه شد. همچنین دارای یک ظاهر طراحی شده به روز شده و چند مؤلفه دیگر از کی‌تی‌ام ۳۹۰ دوک برای مطابقت با سایر مدل‌های دوک بود.
در حال حاضر این موتورسیکلت توسط کمپانی باجاج آتو در هند تولید می‌شود.